# Минута молчания (фильм)
«Минута молчания» — советский художественный фильм 1971 года режиссёра Игоря Шатрова по повести Анатолия Рыбакова «Неизвестный солдат».

## Сюжет
В широком поле безымянная могила солдата Великой Отечественной войны оказалась на пути дорожных строителей. Передовикам нельзя останавливаться ни на минуту: потревоженную могилу перенесли и построили новое надгробье. Но павшего героя нельзя оставить без имени, поэтому выяснить имя и прошлое солдата поручают молодому рабочему Сергею Крашенинникову (Александр Кавалеров). Поиски будут трудными, но Сергею удалось восстановить трагическую хронику произошедшей здесь смертельной схватки с фашистским врагом, раскрыв подробности подвига пятерых солдат, вернув им имена и заслуженную бессмертную славу.

## В ролях
| Актёр                | Роль                                                            |
| -------------------- | --------------------------------------------------------------- |
| Александр Кавалеров  | рабочий Сергей Крашенинников + исполнение песни «За того парня» |
| Юрий Кузьменков      | старшина Константин Бокарев                                     |
| Иван Лапиков         | рядовой Борис Краюшкин                                          |
| Евгений Быкадоров    | рядовой Пётр Огородников                                        |
| Владимир Иванов      | рядовой Иван Вакулин                                            |
| Владимир Страхов     | рядовой Фёдор Лыков                                             |
| Юрий Катин-Ярцев     | Сидоров                                                         |
| Владимир Селезнёв    | Воронов                                                         |
| Георгий Рудский      | Юрий                                                            |
| Николай Волков       | Стручков                                                        |
| Елизавета Никищихина | Клава                                                           |
| Валентина Куценко    | учительница математики                                          |
| Алевтина Румянцева   | Михеева (нет в титрах)                                          |
| Галина Федотова      | Ирина Платонова                                                 |
| Анатолий Ромашин     | Валерий Борисович Краюшкин, сын рядового Краюшкина              |
| Лариса Ильюшина      | Зоя Краюшкина, внучка рядового Краюшкина                        |

## Съёмочная группа
- Автор сценария: Анатолий Рыбаков
- Режиссёр: Игорь Шатров
- Оператор: Владимир Архангельский
- Композитор: Марк Фрадкин
- Художник: Альфред Таланцев
- Помощники режиссёра: Клеопатра Альперова
- Военные консультанты: генерал-лейтенант Николай Осликовский
- Текст песни: Роберт Рождественский
- Дирижёр: Владимир Васильев
- Директор картины: Аркадий Кушлянский

## Критика
Статья с обзором фильма была опубликована в конце декабря 1971 года в газете «Советская культура».